# Équipe d'Ukraine de rugby à XV
L'équipe d'Ukraine de rugby à XV rassemble les meilleurs joueurs de rugby à XV d'Ukraine. Elle joue dans la division Conférence du Championnat européen des Nations.
L'équipe nationale d'Ukraine est 54e au classement mondial de World Rugby du 18 novembre 2024.

## Historique
En 2010, l'Ukraine remporte la division 2A du championnat européen des nations de rugby à XV 2008-2010, ce qui lui permet d'être promu en deuxième division européenne rejoindre la Géorgie, la Roumanie, la Russie, l'Espagne et le Portugal, pour le championnat européen des nations de rugby à XV 2010-2012. Cette expérience de deux ans (2011-2012), face à des équipes aguerries comme la Géorgie et la Roumanie, est le seul événement notable de l'histoire du rugby ukrainien.
En effet cette campagne tourne vite au désastre. Lors de la phase aller en 2011, l'Ukraine se montre incapable de rivaliser avec la Géorgie en encaissant dix essais (62-3), perd en Espagne (35-13), contre la Russie (41-5), au Portugal (46-24 malgré trois essais) et contre la Roumanie (41-16). L'Ukraine ne marque aucun point au classement lors de cette phase aller. Elle est située à la 32e place mondiale au classement IRB du 19 décembre 2011.
Lors de la phase retour, les Ukrainiens s'accrochent mais le résultat du match contre l'Espagne est encore plus mauvais (41-6) que celui le match aller. S'ensuit une autre défaite lourde en Russie (38-19), avec trois essais ukrainiens cependant. Les efforts de l'équipe portent enfin leurs fruits contre le Portugal, à la suite d'une pénalité obtenue trois minutes après l'entrée dans les arrêts de jeu, elle s'impose 35 à 33, avec le point de bonus offensif. Une performance sans lendemain, car quinze jours plus tard, l'Ukraine sombre 71 à rien en Roumanie. Cette aventure chaotique prend fin le 9 juin 2012 contre la Géorgie (3-33).

## Entraîneurs
Parmi les personnes se succédant au poste d'entraîneur, on retrouve :
- Ihor Petrovych[2]